# Référentiel d'entreprise pour la gestion et l'affectation des entités

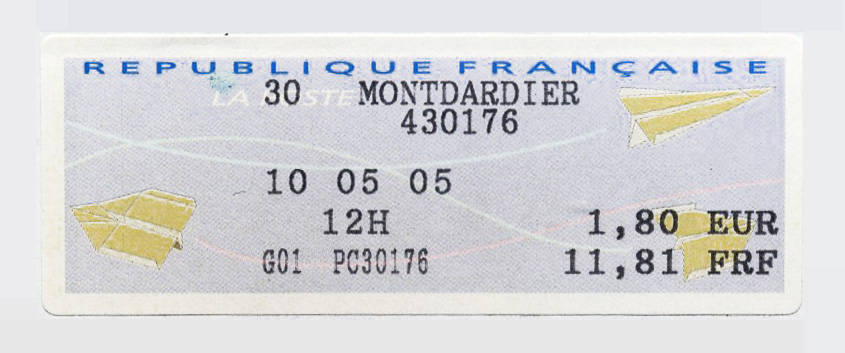
Impression d’une machine à affranchir avec le code REGATE sous le nom de la ville

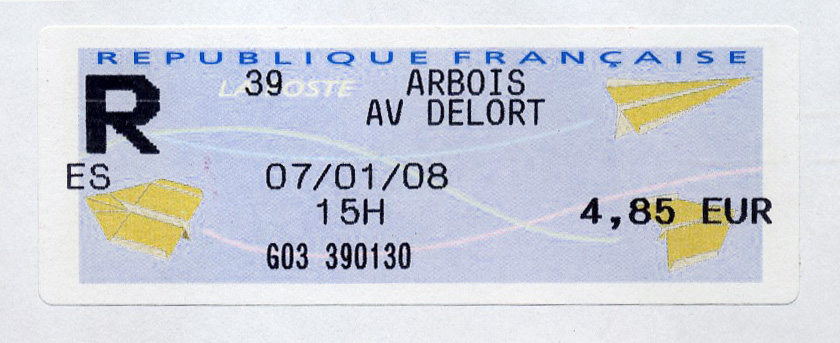
Impression d’une machine à affranchir avec le code REGATE faisant partie de la référence de la machine

REGATE (Référentiel d'Entreprise pour la Gestion et l' Affectation des Entités) est une identification numérique des entités postales en France. Comme les codes postaux, le code REGATE commence au numéro du département, mais il est composé de six chiffres, et ne sert qu'à l'identification interne des bureaux et n'est donc pas utilisé par le public. Outre le numéro du département, il n’y a aucune relation aux autres codes comme le code INSEE. 
A la différence du code ROC (Référentiel des Organisations du Courrier), aussi utilisé par La Poste pour l'identification des bureaux de distribution et les centres de traitement du courrier, le code REGATE dénote chaque entité postale individuelle de tous les métiers, y compris le courrier, les colis, le réseau, les finances, le siège, l'administration, etc. Il n'est donc pas limité au traitement du courrier. 
Les codes REGATE sont souvent trouvés dans les empreintes des machines à affranchir.